# Смит, Мэгги
Дама Ма́ргарет Натали́ (Мэ́гги) Сми́т (англ. Margaret Natalie «Maggie» Smith; 28 декабря 1934[…], Илфорд[…] — 27 сентября 2024, Кенсингтон и Челси, Лондон) — британская актриса.
Двукратный лауреат премии «Оскар», семикратный лауреат премии BAFTA, трёхкратная обладательница премии «Золотой глобус», четырёхкратный лауреат «Эмми» (2003, 2011, 2012, 2016), пятикратная обладательница премии Гильдии киноактёров США, лауреат премии «Тони» и почётной премии Лоренса Оливье. Дама-Командор ордена Британской империи (1990), кавалер ордена Кавалеров Почёта (2014).

## Биография
Маргарет Натали Смит родилась 28 декабря 1934 года в городе Илфорд, в Эссексе. Её отец, Натаниэль Смит (1902—1991) — профессор Оксфордского университета, а мать, Маргарет Хаттон (в дев. Литтл 1896—1977), работала секретарём в Глазго. Училась в Оксфорде, где и состоялся её сценический дебют. Первая профессиональная роль в театре — Виола в «Двенадцатой ночи» (1952). С 1959 года состояла в труппе театра «Олд Вик», специализирующегося на шекспировском репертуаре.
В кино Смит играла преимущественно роли строгих и характерных персонажей, таких как Минерва Макгонагалл в фильмах про Гарри Поттера. Шесть раз выдвигалась на премию «Оскар» и дважды удостаивалась её (1970 — «Расцвет мисс Джин Броди», 1979 — «Калифорнийский отель»). В 1989 году была возведена в ранг Дамы-командора Ордена Британской империи и таким образом получила право на почетный титул «дама» (аналог рыцарского титула «сэр»).
Близкая подруга Мэгги Смит — дама Джуди Денч. Они вместе снимались у Франко Дзеффирелли в ленте «Чай с Муссолини» в 1999 году, а также в фильмах «Комната с видом» (1985), «Дамы в лиловом» (2004) и «Отель „Мэриголд“. Лучший из экзотических» (2012). В 2021 году Смит снялась в экранизации Netflix одноимённой детской книги Мэтта Хейга «Мальчик по имени Рождество». Режиссёром фильма выступил Гил Кенан, в нём также снимались Салли Хокинс, Кристен Уиг, Джим Бродбент и Тоби Джонс. В 2023 году Мэгги сыграла Лили Фокс в ирландском драматическом фильме «Клуб чудес» с Кэти Бейтс и Лорой Линни. Сюжет фильма описывается как «радостное и весёлое» путешествие группы буйных женщин из рабочего класса из Дублина, чьё паломничество в Лурд во Франции позволяет им открыть для себя дружбу друг друга и свои собственные чудеса». Было объявлено, что Смит сыграет главную роль в киноверсии «Немецкой жизни» Кристофера Хэмптона, повторяя роль, которую она сыграла на сцене в 2019 году в Лондоне.
В октябре 2023 года Мэгги Смит была объявлена одной из лиц предварительной коллекции Loewe SS24.

### Болезнь и смерть
В 1988 году у актрисы был диагностирован диффузный токсический зоб, в связи с чем она проходила радиотерапию и операцию на глазах.
В 2007 году у Мэгги Смит был обнаружен рак груди во время работы над шестой частью «Гарри Поттера», но, несмотря на всю серьёзность положения, актриса не прервала своего участия в съёмках. В 2009 году она сообщила о полном выздоровлении.
Скончалась 27 сентября 2024 года в возрасте 89 лет в больнице Челси и Вестминстера в Лондоне. Король Карл III выступил с заявлением: «Когда опускается занавес над национальным достоянием, мы присоединяемся ко всем людям во всём мире, чтобы с глубочайшим восхищением и любовью вспоминать её многочисленные великие выступления, а также её теплоту и остроумие, которые сияли как время от времени, так и вне его». Среди других, кто отдал должное Мэгги Смит, были писательница Джоан Роулинг; создатель «Аббатства Даунтон» Джулиан Феллоуз; такие актёры, как Вуппи Голдберг, Руперт Гринт, Бонни Райт, Хью Бонневиль, Мишель Докери, Виола Дэвис, Сирша Ронан, Кристин Скотт Томас, Харриет Уолтер, Мириам Марголис, Миа Фэрроу и Роб Лоу; а также музыкант Пол Маккартни и другие. 1 октября театры лондонского Вест-Энда приглушили свет на две минуты, чтобы почтить память Смит. Было объявлено, что в её честь приглушат свет и в театрах Бродвея.
Актриса умерла ровно через год после смерти своего коллеги по поттериане Майкла Гэмбона.

## Личная жизнь

### Браки
29 июня 1967 года Мэгги Смит вышла замуж за актёра Роберта Стивенса через десять дней после рождения их первого ребёнка. У пары двое детей: Крис Ларкин (род.1967) и Тоби Стивенс (род. 1969). 6 апреля 1975 года Смит и Стивенс развелись.
23 июня 1975 года Смит вышла замуж за драматурга Беверли Кросса, они были женаты вплоть до смерти Кросса 20 марта 1998 года. У Мэгги Смит пятеро внуков.

### Благотворительность
В сентябре 2011 года Смит пожертвовала 4,6 миллиона долларов на реконструирование Court Theatre в Новой Зеландии после землетрясения в Крайстчерче в феврале 2011 года.
В июле 2012 года она стала патроном Международной ассоциации по глаукоме, в рамках поддержки этой организации.
27 ноября 2012 года она нарисовала картину и отдала её аукциону Celebrity Paw 2012, который устраивался для сбора средств кошачьему приюту Cats Protection.
В ноябре 2020 года Смит присоединилась к Кеннету Бране, Джуди Денч, Дереку Джейкоби и Иэну Маккеллену для беседы на платформе Zoom в передаче под названием «Только для рыцарей», которая проводилась благотворительной организацией «Действуя для других».
В апреле 2021 года Смит появилась на стриминговом мероприятии вместе с Кэтлин Тёрнер. Мероприятие было организовано в поддержку Королевского театрального фонда.

## Избранная фильмография
| Год       |    | Русское название                         | Оригинальное название                     | Роль                                         |
| --------- | -- | ---------------------------------------- | ----------------------------------------- | -------------------------------------------- |
| 1958      | ф  | Некуда идти                              | Nowhere to go                             | Бриджит Говард                               |
| 1962      | ф  | Иди всё к чёрту                          | Go To Blazes                              | Шантал                                       |
| 1963      | ф  | Очень важные персоны                     | The V.I.P.s                               | мисс Мид                                     |
| 1964      | ф  | Пожиратель тыкв                          | Pumpkin eater                             | Филпот                                       |
| 1965      | ф  | Отелло                                   | Othello                                   | Дездемона                                    |
| 1967      | ф  | Горшок мёда                              | The Honey Pot                             | Сара Уоткинс                                 |
| 1968—1972 | с  | BBC Пьеса месяца                         | BBC Play of the Month                     | разные роли (4 эпизода)                      |
| 1969      | ф  | Расцвет мисс Джин Броди                  | The Prime of Miss Jean Brodie             | Джин Броди                                   |
| 1969      | ф  | О, что за чудесная война                 | Oh! What a Lovely War                     | звезда Мюзик-холла                           |
| 1972      | ф  | Путешествия с моей тётей                 | Travels with My Aunt                      | тётя Августа Бертрам                         |
| 1976      | ф  | Ужин с убийством                         | Murder by Death                           | миссис Дора Чарлстон                         |
| 1978      | ф  | Смерть на Ниле                           | Death on the Nile                         | мисс Бауэрс                                  |
| 1978      | ф  | Калифорнийский отель                     | California Suite                          | Диана Барри                                  |
| 1981      | ф  | Битва титанов                            | Clash of the Titans                       | Фетида                                       |
| 1981      | ф  | Квартет                                  | Quartet                                   | Лоис Хидлер                                  |
| 1982      | ф  | Зло под солнцем                          | Evil Under the Sun                        | Дафна Касл                                   |
| 1982      | ф  | Миссионер                                | Missionary, The                           | леди Изабель Эймс                            |
| 1984      | ф  | Частное торжество                        | A Private Function                        | Джойс Чилверс                                |
| 1985      | ф  | Комната с видом                          | A Room with a View                        | Шарлотт Бартлетт                             |
| 1987      | ф  | Одинокая страсть Джудит Хирн             | The Lonely Passion of Judith Hearne       | Джудит Хирн                                  |
| 1991      | ф  | Капитан Крюк                             | Hook                                      | Венди-бабушка/Венди-женщина                  |
| 1992      | ф  | Действуй, сестра                         | Sister Act                                | мать-настоятельница                          |
| 1993      | ф  | Действуй, сестра 2                       | Sister Act 2: Back in the Habit           | мать-настоятельница                          |
| 1993      | ф  | Таинственный сад                         | The Secret Garden                         | миссис Медлок                                |
| 1995      | ф  | Ричард III                               | Richard III                               | герцогиня Йоркская                           |
| 1996      | ф  | Клуб первых жён                          | The First Wives Club                      | Гунилла Гарсон Голдберг                      |
| 1997      | ф  | Площадь Вашингтона                       | Washington Square                         | тетя Лавиния Пеннимен                        |
| 1998      | ф  | Новогодняя история                       | Curtain Call                              | Лили Марлоу                                  |
| 1999      | ф  | Последний сентябрь                       | The Last September                        | леди Майра Нэйлор                            |
| 1999      | ф  | Дэвид Копперфилд                         | David Copperfield                         | Бетси Тротвуд                                |
| 1999      | ф  | Чай с Муссолини                          | Tea with Mussolini                        | леди Эстер Рэндом                            |
| 2001      | ф  | Госфорд-парк                             | Gosford Park                              | Констанс Трентэм                             |
| 2001      | ф  | Гарри Поттер и философский камень        | Harry Potter and the Philosopher’s Stone  | Минерва Макгонагалл                          |
| 2002      | ф  | Божественные тайны сестричек Я-Я         | Divine Secrets of the Ya-Ya Sisterhood    | Каро Элайза Беннетт                          |
| 2002      | ф  | Гарри Поттер и Тайная комната            | Harry Potter and the Chamber of Secrets   | Минерва Макгонагалл                          |
| 2003      | ф  | Мой дом в Умбрии                         | My House in Umbria                        | миссис Эмили Делаханти                       |
| 2004      | ф  | Гарри Поттер и узник Азкабана            | Harry Potter and the Prisoner of Azkaban  | Минерва Макгонагалл                          |
| 2004      | ф  | Дамы в лиловом                           | Ladies in Lavender                        | Дженет                                       |
| 2005      | ф  | Гарри Поттер и Кубок огня                | Harry Potter and the Goblet of Fire       | Минерва Макгонагалл                          |
| 2005      | ф  | Молчи в тряпочку                         | Keeping Mum                               | Грейс Хокинс                                 |
| 2007      | ф  | Джейн Остин                              | Becoming Jane                             | леди Грешем                                  |
| 2007      | ф  | Поимка Мэри                              | Capturing Mary                            | Мэри Гилберт                                 |
| 2007      | ф  | Гарри Поттер и Орден Феникса             | Harry Potter and the Order of the Phoenix | Минерва Макгонагалл                          |
| 2009      | ф  | Гарри Поттер и Принц-полукровка          | Harry Potter and the Half-Blood Prince    | Минерва Макгонагалл                          |
| 2009      | ф  | Из времени во время                      | From Time to Time                         | бабушка Толли, миссис Олдноу                 |
| 2010      | ф  | Моя ужасная няня 2                       | Nanny McPhee and the big bang             | миссис Докерти                               |
| 2010—2015 | с  | Аббатство Даунтон                        | Downton Abbey                             | Вайолет Кроули, вдовствующая графиня Грэнтэм |
| 2011      | мф | Гномео и Джульетта                       | Gnomeo and Juliet                         | леди Ягодка, мать Гномео                     |
| 2011      | ф  | Гарри Поттер и Дары Смерти: часть 2      | Harry Potter and the Deathly Hallows      | Минерва Макгонагалл                          |
| 2012      | ф  | Отель «Мэриголд». Лучший из экзотических | The Best Exotic Marigold Hotel            | Мюриэль Доннелли                             |
| 2012      | ф  | Квартет                                  | Quartet                                   | Джин                                         |
| 2014      | ф  | Моя старушка                             | My Old Lady                               | Матильда Жирар                               |
| 2015      | ф  | Отель «Мэриголд». Заселение продолжается | The Second Best Exotic Marigold Hotel     | Мюриэль Доннелли                             |
| 2015      | ф  | Леди в фургоне                           | The Lady in the Van                       | мисс Шепард                                  |
| 2018      | мф | Шерлок Гномс                             | Sherlock Gnomes                           | леди Ягодка, мать Гномео                     |
| 2019      | ф  | Аббатство Даунтон                        | Downton Abbey                             | Вайолет Кроули                               |
| 2021      | ф  | Мальчик по имени Рождество               | A Boy Called Christmas                    | тётя Рут                                     |
| 2022      | ф  | Аббатство Даунтон: Новая эра             | Downton Abbey: A New Era                  | Вайолет Кроули                               |
| 2023      | ф  | Клуб чудес                               | The Miracle Club                          | Лили Фокс                                    |

## Награды и номинации
Полный список наград и номинаций на сайте IMDb.
| Награды и номинации            | Награды и номинации | Награды и номинации                                                          | Награды и номинации                      | Награды и номинации |
| Награда                        | Год                 | Категория                                                                    | Работа                                   | Результат           |
| ------------------------------ | ------------------- | ---------------------------------------------------------------------------- | ---------------------------------------- | ------------------- |
| Оскар                          | 1966                | Лучшая женская роль второго плана                                            | Отелло                                   | Номинация           |
| Оскар                          | 1970                | Лучшая женская роль                                                          | Расцвет мисс Джин Броди                  | Победа              |
| Оскар                          | 1973                | Лучшая женская роль                                                          | Путешествия с моей тётей                 | Номинация           |
| Оскар                          | 1979                | Лучшая женская роль второго плана                                            | Калифорнийский номер                     | Победа              |
| Оскар                          | 1987                | Лучшая женская роль второго плана                                            | Комната с видом                          | Номинация           |
| Оскар                          | 2002                | Лучшая женская роль второго плана                                            | Госфорд-парк                             | Номинация           |
| BAFTA                          | 1959                | Лучший новичок                                                               | Некуда идти                              | Номинация           |
| BAFTA                          | 1966                | Лучшая женская роль                                                          | Юный Кэссиди                             | Номинация           |
| BAFTA                          | 1970                | Лучшая женская роль                                                          | Расцвет мисс Джин Броди                  | Победа              |
| BAFTA                          | 1979                | Лучшая женская роль второго плана                                            | Смерть на Ниле                           | Номинация           |
| BAFTA                          | 1980                | Лучшая женская роль                                                          | Калифорнийский номер                     | Номинация           |
| BAFTA                          | 1982                | Лучшая женская роль                                                          | Квартет                                  | Номинация           |
| BAFTA                          | 1985                | Лучшая женская роль                                                          | Частное торжество                        | Победа              |
| BAFTA                          | 1987                | Лучшая женская роль                                                          | Комната с видом                          | Победа              |
| BAFTA                          | 1989                | Лучшая женская роль                                                          | Одинокая страсть Джудит Хирн             | Победа              |
| BAFTA                          | 1993                | Специальная премия                                                           |                                          | Победа              |
| BAFTA                          | 1994                | Лучшая женская роль второго плана                                            | Таинственный сад                         | Номинация           |
| BAFTA                          | 1996                | Academy Fellowship                                                           |                                          | Победа              |
| BAFTA                          | 2000                | Лучшая женская роль второго плана                                            | Чай с Муссолини                          | Победа              |
| BAFTA                          | 2002                | Лучшая женская роль второго плана                                            | Госфорд-парк                             | Номинация           |
| BAFTA                          | 2016                | Лучшая женская роль                                                          | Леди в фургоне                           | Номинация           |
| BAFTA TV                       | 1984                | Лучшая женская роль                                                          | All for Love                             | Номинация           |
| BAFTA TV                       | 1989                | Лучшая женская роль                                                          | Talking Heads                            | Номинация           |
| BAFTA TV                       | 1993                | Лучшая женская роль                                                          | Второй экран                             | Номинация           |
| BAFTA TV                       | 2000                | Лучшая женская роль                                                          | Дэвид Копперфильд                        | Номинация           |
| BAFTA TV                       | 2012                | Лучшая женская роль второго плана                                            | Аббатство Даунтон                        | Номинация           |
| Золотой глобус                 | 1964                | Лучший новичок                                                               | Очень важные персоны                     | Номинация           |
| Золотой глобус                 | 1966                | Лучшая женская роль в драме                                                  | Отелло                                   | Номинация           |
| Золотой глобус                 | 1970                | Лучшая женская роль в драме                                                  | Расцвет мисс Джин Броди                  | Номинация           |
| Золотой глобус                 | 1973                | Лучшая женская роль в комедии или мюзикле                                    | Путешествия с моей тётей                 | Номинация           |
| Золотой глобус                 | 1979                | Лучшая женская роль в комедии или мюзикле                                    | Калифорнийский номер                     | Победа              |
| Золотой глобус                 | 1987                | Лучшая женская роль второго плана                                            | Комната с видом                          | Победа              |
| Золотой глобус                 | 2002                | Лучшая женская роль второго плана                                            | Госфорд-парк                             | Номинация           |
| Золотой глобус                 | 2004                | Лучшая женская роль в мини-сериале или телефильме                            | Мой дом в Умбрии                         | Номинация           |
| Золотой глобус                 | 2012                | Лучшая женская роль второго плана в мини-сериале, телесериале или телефильме | Аббатство Даунтон                        | Номинация           |
| Золотой глобус                 | 2013                | Лучшая женская роль в комедии или мюзикле                                    | Квартет                                  | Номинация           |
| Золотой глобус                 | 2013                | Лучшая женская роль второго плана в мини-сериале, телесериале или телефильме | Аббатство Даунтон                        | Победа              |
| Золотой глобус                 | 2016                | Лучшая женская роль в комедии или мюзикле                                    | Леди в фургоне                           | Номинация           |
| Эмми                           | 1993                | Лучшая женская роль в мини-сериале или фильме                                | Великие представления                    | Номинация           |
| Эмми                           | 2000                | Лучшая женская роль второго плана в мини-сериале или фильме                  | Дэвид Копперфильд                        | Номинация           |
| Эмми                           | 2003                | Лучшая женская роль в мини-сериале или фильме                                | Мой дом в Умбрии                         | Победа              |
| Эмми                           | 2010                | Лучшая женская роль в мини-сериале или фильме                                | Поимка Мэри                              | Номинация           |
| Эмми                           | 2011                | Лучшая женская роль второго плана в мини-сериале или фильме                  | Аббатство Даунтон                        | Победа              |
| Эмми                           | 2012                | Лучшая женская роль второго плана в драматическом телесериале                | Аббатство Даунтон                        | Победа              |
| Эмми                           | 2013                | Лучшая женская роль второго плана в драматическом телесериале                | Аббатство Даунтон                        | Номинация           |
| Эмми                           | 2014                | Лучшая женская роль второго плана в драматическом телесериале                | Аббатство Даунтон                        | Номинация           |
| Эмми                           | 2016                | Лучшая женская роль второго плана в драматическом телесериале                | Аббатство Даунтон                        | Победа              |
| Премия Гильдии киноактёров США | 2012                | Лучшая женская роль в телефильме или мини-сериале                            | Аббатство Даунтон                        | Номинация           |
| Премия Гильдии киноактёров США | 2013                | Лучшая женская роль в драматическом сериале                                  | Аббатство Даунтон                        | Номинация           |
| Премия Гильдии киноактёров США | 2013                | Лучшая женская роль второго плана                                            | Отель «Мэриголд». Лучший из экзотических | Номинация           |
| Премия Гильдии киноактёров США | 2014                | Лучшая женская роль в драматическом сериале                                  | Аббатство Даунтон                        | Победа              |
| Премия Гильдии киноактёров США | 2015                | Лучшая женская роль в драматическом сериале                                  | Аббатство Даунтон                        | Номинация           |
| Премия Гильдии киноактёров США | 2016                | Лучшая женская роль в драматическом сериале                                  | Аббатство Даунтон                        | Номинация           |
| Тони                           | 1975                | Лучшая женская роль в пьесе                                                  | Частная жизнь                            | Номинация           |
| Тони                           | 1980                | Лучшая женская роль в пьесе                                                  | Ночь и день                              | Номинация           |
| Тони                           | 1990                | Лучшая женская роль в пьесе                                                  | Летиция и дурман                         | Победа              |